# 酒井光子
酒井 光子（さかい みつこ、1922年2月1日 - 2012年3月10日）は、日本の女優。本名は高梨美津子。
京都市出身。1933年子役デビュー。1937年J.O.スタヂオ入社。1950年松竹新喜劇入団。1980年菊田一夫演劇賞受賞。1991年紫綬褒章受章。1995年京都市文化功労者。出演映画「河内の風より あばれ太鼓」（1963年公開）、「みみずく説法」（1958年公開）、「たぬき」（1956年公開）。
2012年3月10日午後0時22分、パーキンソン病のため京都市右京区の病院で死去。90歳没。